# Tiro ai Giochi della XXX Olimpiade - Pistola 10 metri aria compressa femminile
La gara di pistola 10 metri aria compressa femminile dei Giochi della XXX Olimpiade si è svolta il 29 luglio 2012. Hanno partecipato 50 atlete.
La gara è stata vinta dalla cinese Guo Wenjun davanti a Céline Goberville e Olena Kostevyč.

## Formato
L'evento si articola in due fasi: un turno di qualificazione e la finale.
Nella qualificazione, ogni atleta spara 40 colpi; in ognuno di essi, il punteggio varia da 0 a 10 (con incrementi di 1) a seconda della distanza dal centro del bersaglio. I primi 8 tiratori accedono alla finale.
Nella finale, ogni atleta spara 10 colpi addizionali, il cui punteggio ha un incremento di 0,1 (con un massimo di 10,9); il punteggio finale considera tutti i 50 colpi sparati.

## Record
Prima della competizione, i record olimpici e mondiali erano i seguenti:
| Qualificazione  | Qualificazione             | Qualificazione    | Qualificazione              | Qualificazione |
| --------------- | -------------------------- | ----------------- | --------------------------- | -------------- |
| Record mondiale | Svetlana Smirnova (Russia) | 393               | Monaco di Baviera, Germania | 23 maggio 1998 |
| Record olimpico | Natal'ja Paderina (Russia) | 391               | Pechino, Cina               | 10 agosto 2008 |
| Intera gara     |                            |                   |                             |                |
| Record mondiale | Ren Jie (Cina)             | 493,5 (390+130,5) | Monaco di Baviera, Germania | 22 maggio 1999 |
| Record olimpico | Guo Wenjun (Cina)          | 492,3 (390+102,3) | Pechino, Cina               | 10 agosto 2008 |

## Programma
| Data           | Ora (BST/UTC+1) | Turno          |
| -------------- | --------------- | -------------- |
| 29 luglio 2012 | 9:00            | Qualificazioni |
| 29 luglio 2012 | 11:45           | Finale         |

## Turno di qualificazione
| Pos. | Atleta                    | Nazione        | 1  | 2  | 3  | 4  | Totale | Note |
| ---- | ------------------------- | -------------- | -- | -- | -- | -- | ------ | ---- |
| 1    | Guo Wenjun                | Cina           | 98 | 98 | 98 | 94 | 388    | Q    |
| 2    | Olena Kostevyč            | Ucraina        | 97 | 95 | 97 | 98 | 387    | Q    |
| 3    | Céline Goberville         | Francia        | 96 | 98 | 96 | 97 | 387    | Q    |
| 4    | Su Yuling                 | Cina           | 97 | 96 | 96 | 97 | 386    | Q    |
| 5    | Zorana Arunović           | Serbia         | 94 | 98 | 96 | 97 | 385    | Q    |
| 6    | Viktorya Čajka            | Bielorussia    | 96 | 96 | 98 | 95 | 385    | Q    |
| 7    | Lenka Marušková           | Rep. Ceca      | 95 | 97 | 96 | 97 | 385    | Q    |
| 8    | Ljubov' Jaskevič          | Russia         | 96 | 96 | 94 | 99 | 385    | Q    |
| 9    | Antoaneta Boneva          | Bulgaria       | 95 | 97 | 96 | 96 | 384    |      |
| 10   | Jo Yong-Suk               | Corea del Nord | 97 | 96 | 95 | 96 | 384    |      |
| 11   | Tanyaporn Prucksakorn     | Thailandia     | 93 | 98 | 98 | 94 | 384    |      |
| 12   | Heena Sidhu               | India          | 93 | 97 | 97 | 95 | 382    |      |
| 13   | Kim Jang-Mi               | Corea del Sud  | 97 | 97 | 95 | 93 | 382    |      |
| 14   | Dina Aspandiyarova        | Australia      | 96 | 94 | 98 | 94 | 382    |      |
| 15   | Joana Castelão            | Portogallo     | 95 | 98 | 96 | 92 | 381    |      |
| 16   | Zsófia Csonka             | Ungheria       | 98 | 96 | 94 | 93 | 381    |      |
| 17   | Kim Byung-Hee             | Corea del Sud  | 96 | 95 | 93 | 97 | 381    |      |
| 18   | Otryadyn Gündegmaa        | Mongolia       | 95 | 94 | 94 | 97 | 380    |      |
| 19   | Alejandra Zavala          | Messico        | 97 | 95 | 94 | 94 | 380    |      |
| 20   | Claudia Verdicchio-Krause | Germania       | 95 | 93 | 97 | 95 | 380    |      |
| 21   | Le Thi Hoang Ngoc         | Vietnam        | 97 | 95 | 94 | 93 | 379    |      |
| 22   | Bobana Veličković         | Serbia         | 93 | 92 | 98 | 96 | 379    |      |
| 23   | Annu Raj Singh            | India          | 94 | 96 | 97 | 91 | 378    |      |
| 24   | Maria Grozdeva            | Bulgaria       | 95 | 94 | 94 | 95 | 378    |      |
| 25   | Munkhbayar Dorjsuren      | Germania       | 95 | 94 | 94 | 95 | 378    |      |
| 26   | Sonia Franquet            | Spagna         | 93 | 95 | 91 | 99 | 378    |      |
| 27   | Tien Chia-chen            | Taipei cinese  | 94 | 96 | 93 | 95 | 378    |      |
| 28   | Sandra Uptagraft          | Stati Uniti    | 94 | 91 | 96 | 97 | 378    |      |
| 29   | Marina Zgurscaia          | Moldavia       | 91 | 92 | 97 | 97 | 377    |      |
| 30   | Noura Nasri               | Tunisia        | 96 | 93 | 93 | 95 | 377    |      |
| 31   | Yukari Konishi            | Giappone       | 93 | 95 | 94 | 95 | 377    |      |
| 32   | Mira Suhonen              | Finlandia      | 95 | 99 | 94 | 89 | 377    |      |
| 33   | Nino Salukvadze           | Georgia        | 93 | 95 | 92 | 96 | 376    |      |
| 34   | Dorothy Ludwig            | Canada         | 94 | 96 | 91 | 95 | 376    |      |
| 35   | Heidi Diethelm Gerber     | Svizzera       | 91 | 91 | 97 | 96 | 375    |      |
| 36   | Yu Ai-wen                 | Taipei cinese  | 92 | 94 | 95 | 94 | 375    |      |
| 37   | Natal'ja Paderina         | Russia         | 93 | 94 | 95 | 93 | 375    |      |
| 38   | Stéphanie Tirode          | Francia        | 95 | 92 | 95 | 93 | 375    |      |
| 39   | İradə Aşumova             | Azerbaigian    | 96 | 93 | 90 | 93 | 372    |      |
| 40   | Lalita Yauhleskaya        | Australia      | 95 | 90 | 94 | 92 | 371    |      |
| 41   | Naphaswan Yangpaiboon     | Thailandia     | 91 | 92 | 92 | 95 | 370    |      |
| 42   | Athina Douka              | Grecia         | 92 | 91 | 93 | 93 | 369    |      |
| 43   | Ana Luiza Souza Lima      | Brasile        | 91 | 95 | 90 | 91 | 367    |      |
| 44   | Beata Bartków-Kwiatkowska | Polonia        | 92 | 97 | 87 | 90 | 366    |      |
| 45   | Maribel Pineda            | Venezuela      | 89 | 91 | 93 | 92 | 365    |      |
| 46   | Noor Al-Ameri             | Iraq           | 91 | 91 | 87 | 91 | 360    |      |
| 47   | Georgina Geikie           | Regno Unito    | 90 | 89 | 88 | 92 | 359    |      |
| 48   | Claudia Fajardo Rodriguez | Honduras       | 83 | 91 | 84 | 90 | 348    |      |
| 49   | Ip Pui Yi                 | Hong Kong      | 89 | 89 | 80 | 88 | 346    |      |

## Final
| Pos. | Atleta            | Qual. | 1    | 2    | 3    | 4    | 5    | 6    | 7    | 8    | 9    | 10   | Finale | Totale | Spareggio | Note |
| ---- | ----------------- | ----- | ---- | ---- | ---- | ---- | ---- | ---- | ---- | ---- | ---- | ---- | ------ | ------ | --------- | ---- |
|      | Guo Wenjun        | 388   | 8.0  | 10.8 | 9.3  | 10.5 | 10.1 | 10.1 | 10.3 | 9.8  | 10.4 | 10.8 | 100.1  | 488.1  |           |      |
|      | Céline Goberville | 387   | 9.8  | 10.0 | 9.4  | 9.6  | 10.8 | 10.6 | 10.1 | 10.4 | 10.1 | 8.8  | 99.6   | 486.6  | 10.6      |      |
|      | Olena Kostevyč    | 387   | 10.1 | 9.7  | 9.1  | 10.6 | 9.9  | 10.6 | 10.1 | 9.8  | 9.2  | 10.5 | 99.6   | 486.6  | 9.7       |      |
| 4    | Ljubov' Jaskevič  | 385   | 10.8 | 9.7  | 9.1  | 10.1 | 10.0 | 9.8  | 9.8  | 10.5 | 10.5 | 10.7 | 101.0  | 486.0  |           |      |
| 5    | Viktorya Čajka    | 385   | 9.4  | 9.6  | 10.2 | 10.6 | 9.8  | 10.2 | 9.5  | 10.2 | 10.7 | 10.0 | 100.2  | 485.2  |           |      |
| 6    | Su Yuling         | 386   | 8.7  | 9.4  | 9.9  | 10.3 | 10.4 | 9.9  | 10.1 | 9.4  | 10.3 | 10.2 | 98.6   | 484.6  |           |      |
| 7    | Zorana Arunovic   | 385   | 9.8  | 9.3  | 9.4  | 10.3 | 10.0 | 9.4  | 10.4 | 9.6  | 10.4 | 9.9  | 98.5   | 483.5  |           |      |
| 8    | Lenka Marušková   | 385   | 10.5 | 8.8  | 10.6 | 10.5 | 9.5  | 10.2 | 9.4  | 10.2 | 8.8  | 9.3  | 97.6   | 482.6  |           |      |